# Offener Brief

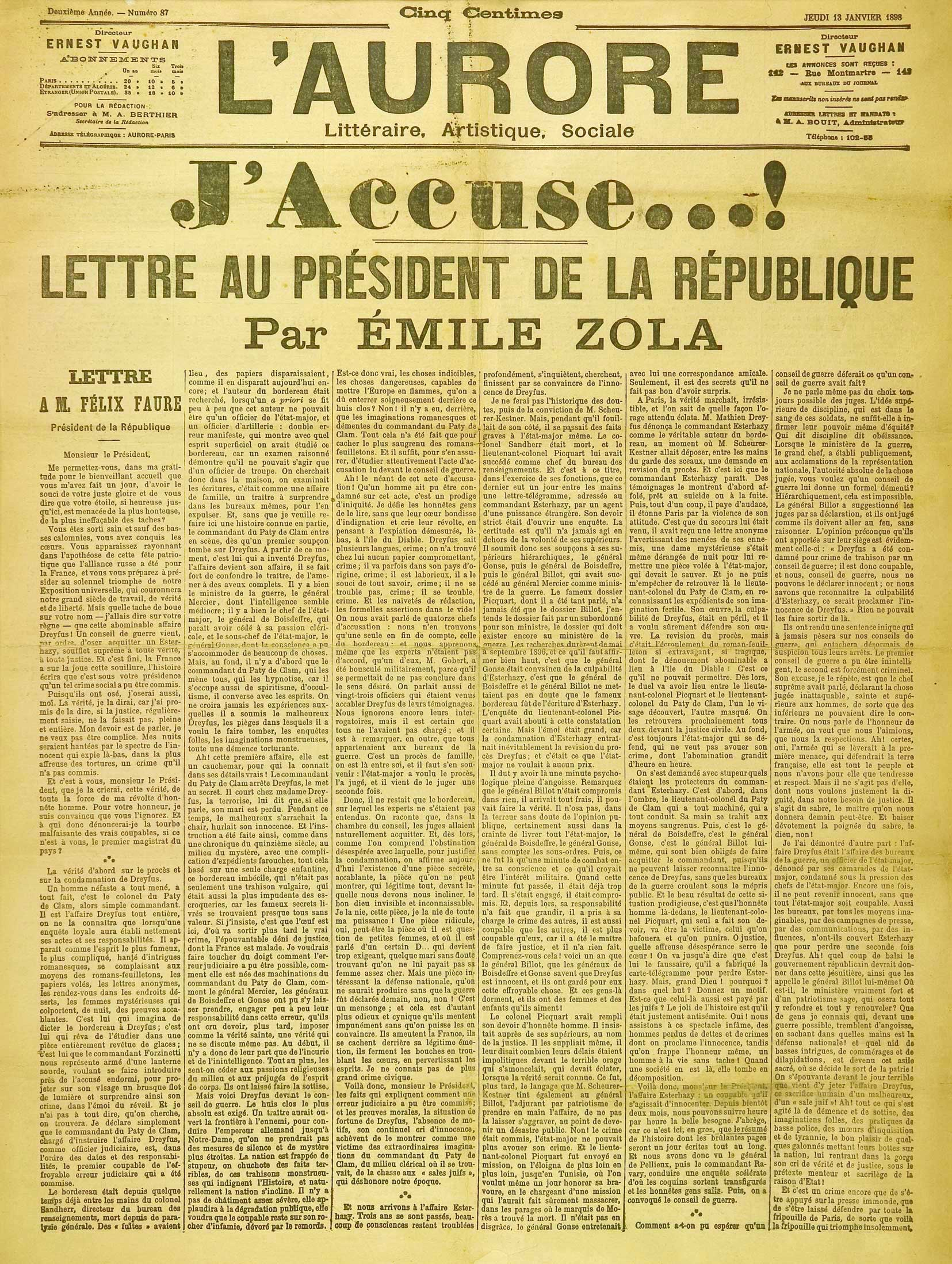
Beispiel für einen offenen Brief: J’accuse, französisch für Ich klage an …!, von Émile Zola (1898)

Ein offener Brief (auch Offener Brief, früher auch Sendschreiben oder Sendbrief, lateinisch missum) ist ein Schreiben, das als vervielfältigte Handschrift, Flugschrift, in Presse, Radio, Internet oder anderen Medien einer erweiterten Öffentlichkeit zugänglich gemacht wird. Entscheidend ist dabei, dass sein intendierter Sinn erst durch die Mehrfachadressierung – Öffentlichkeit plus Empfänger – verständlich wird. Durch die Form des offenen Briefs wird oft der Adressat zu einer öffentlichen Stellungnahme gedrängt oder direkt aufgefordert, in der Regel erfolglos. Ein offener Brief steht manchmal in Verbindung mit einer Petition oder einer Pressemitteilung und kann als Instrument der Öffentlichkeitsarbeit genutzt werden. Er kann zusätzlich direkt an den oder die Empfänger zugestellt werden. In vielen Fällen handelt es sich vor allem um eine Selbsterklärung des Verfassers, die mit einer tatsächlichen Wirkung des Offenen Briefs nicht rechnet.

## Wortgeschichte
Als Form existierte der Offene Brief schon in der Antike, aber nicht unter dieser Bezeichnung, und bis in die Gegenwart gibt es viele Fälle, in denen er ohne diese vorkommt. Seit dem Mittelalter und teils bis ins 19. Jahrhundert hatte der Begriff „Offener Brief“ dann in Deutschland und Europa auch eine andere Bedeutung. Er bezeichnet offene, also nicht versiegelte Befehle oder eine amtliche „Urkunde, die jedermann lesen konnte und sollte. Dementsprechend wurden seit dem Spätmittelalter auch öffentliche Anschläge so genannt“. Als militärisches Werbeschreiben wird das Wort noch in Goethes Reineke Fuchs verwendet: „Braun und Isegrim sandten sofort in manche Provinzen offene Briefe, die Söldner zu locken.“
Im Jahre 1793 verwendete Friedrich Georg Pape eine Variante der Bezeichnung in seiner polemischen Flugschrift „Offenherzige Zuschrift an Friedrich Wilhelm von Hohenzollern, dermalen König in Preußen“. Im Jahre 1798 benutzte Jean Paul den Ausdruck literarisch: „Offener Brief an Leitgeber anstatt der Vorrede“. Im Jahre 1836 überschrieb Friedrich Ludwig Jahn die Einleitung zu einer Streitschrift mit „Offener Brief“. Seinem Freund Karl Euler erklärt er: „Auf mehrere Briefe bin ich Dir Antwort schuldig geblieben, und da ich endlich wohl mal antworten musste, […] so kann ich doch bei meiner schweren Hand die Zeit dazu nicht anders erübrigen, als einen offenen Brief an Dich drucken zu lassen. Das erspart mir eine Vorrede.“ Besonders wurde der Ausdruck laut Otto Ladendorf seit dem 8. Juli 1846, als König Christian VIII. von Dänemark den von Bernhard Ernst von Bülow entworfenen offenen Brief verbreitete. Darin erhob er Anspruch auf die Elbherzogtümer und erregte durch seine Auffassung von der Ungeteiltheit der dänischen Gesamtmonarchie in Deutschland einen Sturm der Entrüstung.

## Funktionen und Varianten
Der offene Brief in seiner bekanntesten Form wird häufig verwendet, um Personen des öffentlichen Interesses, Vereine oder Unternehmen mit kontroversen Aussagen, gebrochenen Versprechen oder Unwahrheiten zu konfrontieren oder um ein aus Sicht des Verfassers notwendiges Handeln des Adressaten zu provozieren. Es gibt allerdings zahlreiche Varianten, z. B. offene Briefe zum Geburtstag (Anna Seghers an Christa Wolf zu deren 50. Geburtstag), Literaturkritik (Marcel Reich-Ranicki an Günter Grass im Spiegel), Satire oder als „Eintrag ins Beschwerdebuch der Geschichte“ (B. Dücker). In seiner Dissertation analysiert Rolf-Bernhard Essig Beispiele offener Briefe seit der Antike, beginnend mit Isokrates, die belegen, wie der offene Brief sich im Wechselspiel mit der Entwicklung von Öffentlichkeit verändert. So werden sie zuerst in Abschriften und mündlich verbreitet und stehen in rhetorischer Tradition. Einer der berühmtesten offenen Briefe (J’accuse) stammt von Émile Zola und thematisierte 1898 die Dreyfus-Affäre. Er löst eine erregte Debatte aus, in deren Verlauf sich mit der Etablierung des Wortes auch Ideal- und Zerrbild des Intellektuellen ausprägt. Den Begriff „Intellektueller“ prägten rechtsnationale Kreise polemisch und verspotteten damit die Dreyfus-Verteidiger als vaterlandslos und vergeistigt, doch die nahmen ihn in einer Art Reframing positiv und als stolze Selbstbezeichnung auf.